# Sterturbine

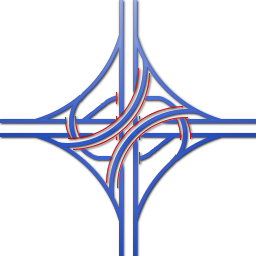
Schematische weergave van een sterturbineknooppunt

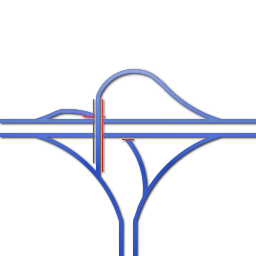
Schematische weergave van een half sterturbineknooppunt

Een sterturbine is een ongelijkvloerse knooppuntconstructie van wegen. Het is combinatie van een sterknooppunt en een turbineknooppunt. Een voordeel voor het verkeer is dat er voor de verbindingsrelaties linksaf geen krappe boogstralen zijn. Er zijn voor een sterturbine echter wel meer en langere kunstwerken nodig, waardoor de kosten hoger zijn dan voor een klaverblad. Knooppunt Machelen in België is een goed voorbeeld van een half sterturbineknooppunt en het Knooppunt Groot-Bijgaarden voor een volledig. In Nederland heeft knooppunt Terbregseplein een vorm die lijkt op een half sterturbineknooppunt. Het knooppunt werd in de jaren zeventig voorbereid op een noordwaartse doortrekking, die lange tijd niet gerealiseerd werd. Inmiddels wordt er gewerkt aan een paralleltraject ten noorden van de A20, naar de A13, en zal het knooppunt worden aangepast.